# Martha Hughes Cannon

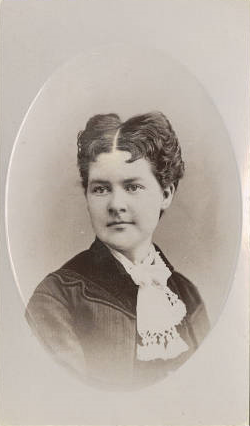
Martha Hughes Cannon um 1880

Martha Maria Hughes Cannon (* 1. Juli 1857 in der Nähe von Llandudno, Wales; † 10. Juli 1932 in Los Angeles, Kalifornien) war eine amerikanische Ärztin, Verfechterin der Frauenrechte, Suffragette und Senatorin von Utah. Sie war die erste Frau in den Vereinigten Staaten, die zur Senatorin gewählt wurde.

## Frühe Jahre
Martha Maria Hughes Cannon wurde als Tochter von Peter und Elizabeth Evans Hughes geboren. Ihr Kosename war Mattie. Die Familie Hughes ließ sich in der Kirche Jesu Christi der Heiligen der Letzten Tage taufen und emigrierte in die USA. Sie legte am 30. März 1860 mit dem Schiff Underwriter von Liverpool, England, ab und kam am 1. Mai 1860 in New York City an. Mit Hilfe der Kirche Jesu Christi der Heiligen der Letzten Tage konnte die Familie New York im Jahr 1861 verlassen und nach Utah reisen. Kurz nach der Ankunft der Familie im Salzseetal am 3. September 1861 starb Marthas knapp zweijährige Schwester Annie und wurde in einem unbekannten Grab bestattet. Drei Tage nachdem die restliche Familie nach Salt Lake City kam, am 17. September 1861, starb Peter Hughes und hinterließ seine 28-jährige Witwe Elizabeth Hughes mit zwei kleinen Töchtern.
Ein Jahr später heiratete Elizabeth den Witwer James Patten Paul, der weitere fünf Kinder in die Ehe brachte. Nach dieser Heirat führte Martha zu unterschiedlichen Zeiten die Nachnamen Paul und Hughes. Später in ihrem Leben ermutigte Paul seine Stieftochter, ihren Traum, Ärztin zu werden, zu erfüllen.

## Ausbildung und Beruf
Martha arbeitete schon als Vierzehnjährige als Schullehrerin. Sie besuchte die University of Deseret, war Setzerin beim Womens Exponent, einer Frauenzeitschrift in Salt Lake City, die von Emmeline B. Wells herausgegeben wurde und zur Frauenhilfsvereinigung gehörte. Sie entschloss sich, Medizin zu studieren, und nachdem sie das Chemiestudium im Jahr 1875 abgeschlossen hatte, besuchte sie von 1878 bis 1881 die Medical School der University of Michigan. Danach praktizierte sie kurz als Ärztin in Algonac (Michigan). Im Jahr 1882 erhielt sie den Bachelor of Science in Pharmazie von der Auxiliary School of Medicine der University of Pennsylvania sowie ein Diplom der National School of Elocution and Oratory. Martha kehrte nach Salt Lake City zurück und arbeitete von 1882 bis 1886 als Anstaltsärztin im neugegründeten Deseret Hospital.

## Polygamie und Exil
Am 6. Oktober 1884 heiratete Martha den 23 Jahre älteren Angus M. Cannon, den Superintendenten des neuen Spitals und einen örtlichen Leiter der Kirche Jesu Christi HLT. Sie wurde die vierte von dessen sechs Frauen und gebar von ihm drei Kinder. Auf Druck der Bundesregierung verließ Martha mit ihrer Tochter Elizabeth Rachel, die noch ein Baby war, Utah. Sie wollte damit vermeiden, dem Federal Marshal Beweise ihrer Vielehe mit Angus zu liefern. Überdies fürchtete sie, gegen andere aussagen zu müssen und so Wissen preisgeben zu müssen, das sie aufgrund geburtshilflicher Tätigkeiten erlangt hatte. Im Jahr 1885 schrieb Martha:

„Demzufolge werde ich als wichtige Zeugin betrachtet, und wenn bewiesen werden kann, dass diese Kinder tatsächlich zur Welt gekommen sind, werden ihre Väter für fünf Jahre ins Gefängnis geschickt werden. (…) Für mich ist das eine ernste Sache, der Grund zu sein, warum ein Vater, von dem eine Menge kleiner Kinder abhängig sind, ins Gefängnis geschickt wird. Es ist mir egal ob diese Kinder dieselbe oder verschiedene Mütter haben – es verbleibt die Tatsache, dass sie alle kleine Münder haben, die gefüttert werden müssen.“

In den zwei Jahren ihres Exils lebten Mutter und Kind in England, der Schweiz sowie in Michigan, bevor sie im Juni 1888 nach Salt Lake City zurückkehrten. Erst kürzlich veröffentlichte Korrespondenz zwischen Cannon und ihrem Mann für diese Zeit geben einen Einblick in das Leben einer polygamen Familie im 19. Jahrhundert in Utah und auch in den „Untergrund“ kurz vor Aufgabe der Vielehe. Es war eine Zeit, in der viele polygame Familien sich versteckten, um rechtliche Repression zu vermeiden, die polygame Familien auseinanderreißen sollten. „Ich würde lieber ein Fremder in einem fremden Land sein und dafür fähig sein, mein Haupt aufrecht unter meinen Mitmenschen zu tragen“, schrieb sie in ihrem Exil, „als ein verstohlener Gefangener daheim zu sein.“.

## Politische Karriere

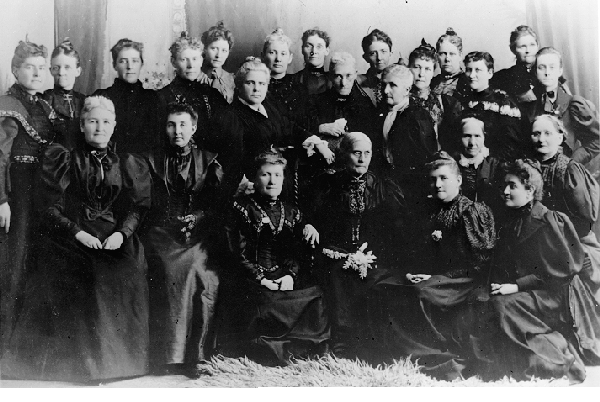
M. H. Cannon (hinten links) mit den Führenden der Suffragetten aus Utah und anderen Orten im Mai 1895

Nach 1888 nahm Cannon ihre Praxis in Salt Lake wieder auf und unterrichtete Hebammenkurse im Deseret Hospital. Diese Schule wurde später in die University of Utah School of Medicine aufgenommen. Sie interessierte sich aktiv für die Arbeit der Utah Equal Suffrage Association und wurde ein Teil der nationalen Frauenwahlrechtsbewegung. Cannon war eine begnadete Rednerin und fungierte als Mitglied der Delegation von Utah zur Columbian Exposition, der Weltausstellung 1893 in Chicago. Im Jahr 1898 reiste sie nach Washington, um vor einem Komitee des Kongresses zu sprechen, und zwar als Aufforderung, den Frauen das Wahlrecht in den Vereinigten Staaten zu geben. Cannon meinte, dass Ausbildung und öffentlicher Dienst für Frauen lebenswichtig seien. Sie schrieb:

„Irgendwie weiß ich, daß Frauen, die die ganze Zeit zuhause bleiben, die unerfreulichsten Heime haben, die es gibt. Zeigen Sie mir eine Frau, die an etwas anderes denkt, als an Küchenherde und Waschzuber und Babywindeln, und ich zeige Ihnen, in neun von zehn Fällen, eine erfolgreiche Mutter.“

Im Jahr 1896 stellte ein Wahlparagraph in der neuen Staatsverfassung das Frauenwahlrecht in Utah wieder her. In einer Wahl, über die viel geschrieben wurde, war sie eine von fünf Demokraten, die sich als staatsweit („at large“) als Staatssenatoren aus Salt Lake County zur Wahl stellten. Unter den Republikanern waren die Frauenwahlrechtsaktivistin Emmeline B. Wells und Cannons Ehemann Angus aufgestellt.
Örtliche Zeitungen berichteten, dass ein führender mormonischer Polygamist von seiner vierten Frau besiegt worden war. Die Salt Lake Tribune, Vertreter der republikanischen Sichtweise, schrieb in einem Editorial, dass Angus Munn Cannon die Wahlstimmen der Leser verdiene. Der Salt Lake Herald, eine demokratische Zeitung, konterte: „Mrs. Mattie Hughes Cannon, seine Frau, ist der bessere Mann von den beiden. Sendet Mrs. Cannon zum Staatssenat und lasst Mr. Cannon, als Republikaner, zuhause bleiben, um sich um die heimische Wirtschaft zu kümmern.“
Am 3. November 1896 wurde Martha Hughes Cannon als erste Frau in der Geschichte der Vereinigten Staaten als Staatssenatorin gewählt. Sie diente zwei Legislaturperioden und engagierte sich für das Gesundheitswesen. Sie führte die Bemühungen um die finanzielle Unterstützung von sprach- und hörbehinderten Studenten, der Errichtung eines Staatsausschusses für Gesundheit und eines Gesetzes zur Regelung der Arbeitsbedingungen von Frauen und Mädchen (“An Act to Protect the Health of Women and Girl Employees”) an. Cannons drittes Kind wurde gegen Ende ihrer zweiten Amtsperiode geboren. Nach ihrem Ausscheiden aus der Legislative diente Cannon als Mitglied des Utah Board of Health und als Mitglied des Tauben- und Stummenausschusses der Utah State School. Nach dem Tod ihres Mannes im Jahr 1915 zog Cannon in die Nähe ihres Sohnes nach Los Angeles, wo sie für die Graves Clinic arbeitete. Sie starb in Los Angeles am 10. Juli 1932.